# ACV-Metaal
Het ACV-Metaal (Frans: CSC-Métal) is een voormalige Belgische vakcentrale van het ACV.

## Historiek
In 1912 fuseerden het Belgisch Metaalbewerkersverbond met de Fédération Nationale des Francs-Métallurgistes tot het Nationaal Verbond der Christene Metaalbewerkers (Frans: Fédération Nationale des Métallurgistes). 
In 1923 werd de naam gewijzigd in de Centrale der Christene Metaalbewerkers van België (CCMB, Frans: Centrale des métallurgistes Chrétiens de Belgique) en in 1936 in Christelijke Centrale der Metaalbewerkers van België (CCMB, Frans: Centrale Chrétienne des Métallurgistes de Belgique).
In 1984 werd de CCMB vervolgens herdoopt tot ACV-Metaal en in december 2009 fuseerde deze christelijke vakcentrale met ACV-Textura tot ACV-Metea.

## Structuur

### Bestuur
| Periode                                                     | Voorzitter                                      |
| Nationaal Verbond der Christene Metaalbewerkers             | Nationaal Verbond der Christene Metaalbewerkers |
| ----------------------------------------------------------- | ----------------------------------------------- |
| ...                                                         |                                                 |
| 1920 - 1923                                                 | Gustaaf Walleyn                                 |
| Centrale der Christene Metaalbewerkers van België (CCMB)    |                                                 |
| 1923 - 1928                                                 | Gustaaf Walleyn                                 |
| ...                                                         |                                                 |
| Christelijke Centrale der Metaalbewerkers van België (CCMB) |                                                 |
| 1937 - 1959                                                 | Arthur Bertinchamps                             |
| 1960 - 1970                                                 | Jules Coeck                                     |
| 1970 - 1984                                                 | Gerard Heiremans                                |
| ACV-Metaal                                                  |                                                 |
| 1984 - 1987                                                 | Jos Philipsen                                   |
| 1987 - 2007                                                 | Tony Janssen                                    |
| 2007 - 2009                                                 | Marc De Wilde                                   |